# Іл-12
Іллюшин Іл-12 (кодове ім'я НАТО — «Автобус», англ. Coach) — радянський пасажирський або вантажний літак, оснащений двома двигунами АШ-82ФН, створений у середині 1940-х років для малих та середніх магістральних авіаліній та як військовий транспорт. Розробник — авіаційний комплекс ім. Іллюшина. Наприкінці 1940-х цю модель літака вдосконалили, збудувавши Іл-14.

## Технічні характеристики
- Екіпаж: 3
- Пасажиромісткість: 21-32 пасажирів
- Довжина: 21,31 м (69 футів 11 дюймів)
- Розмах крил: 31,7 м (104 фут. 0 дюймів)
- Висота: 8,07 м (26 футів 5 хв)
- Площа крила: 103 м² (1 109 футів)
- Порожня вага: 11,045 кг (24350 фунтів) Макс. злітна вага: 17 250 кг (38 029 фунтів)
- Потужність двигуна: двошаровий радіальний двигун з повітряним охолодженням, що працює на 1380 кВт (1 850 к.с.) кожен
- Максимальна швидкість: 407 км / год (220 кн, 253 миль / год) при 2500 м (8 200 футів)
- Діапазон: 1500 км з 26 пасажирами (810 нм, 932 миль)
- Витривалість: 4,5 год
- Сервісна стеля: 6500 м (21325 футів)
- Піднімається до 5000 м (16 400 футів): 15 хвилин

## Галерея

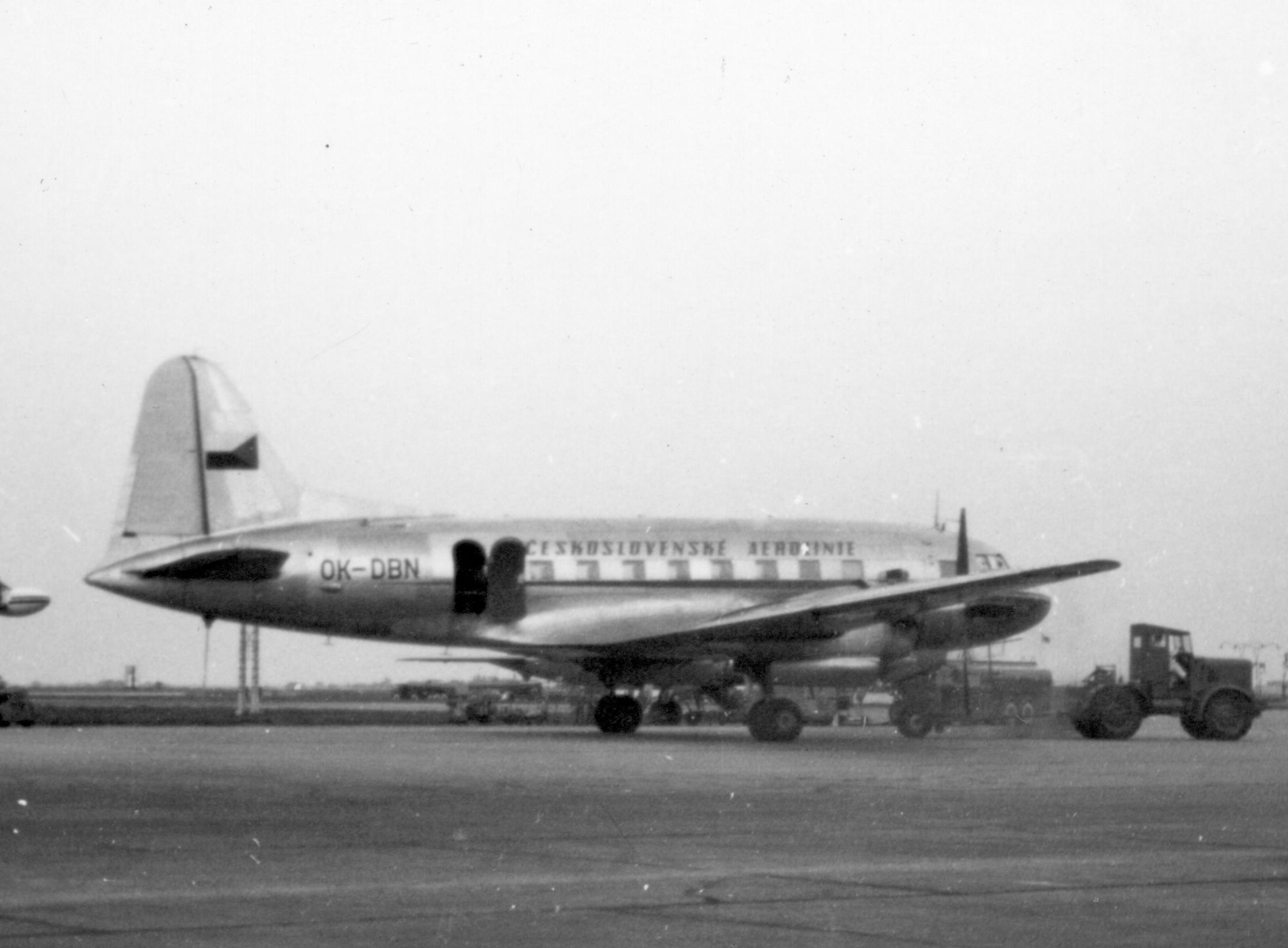
Іл-12 чехословацьких авіаліній в аеропорту Орлі (1957)
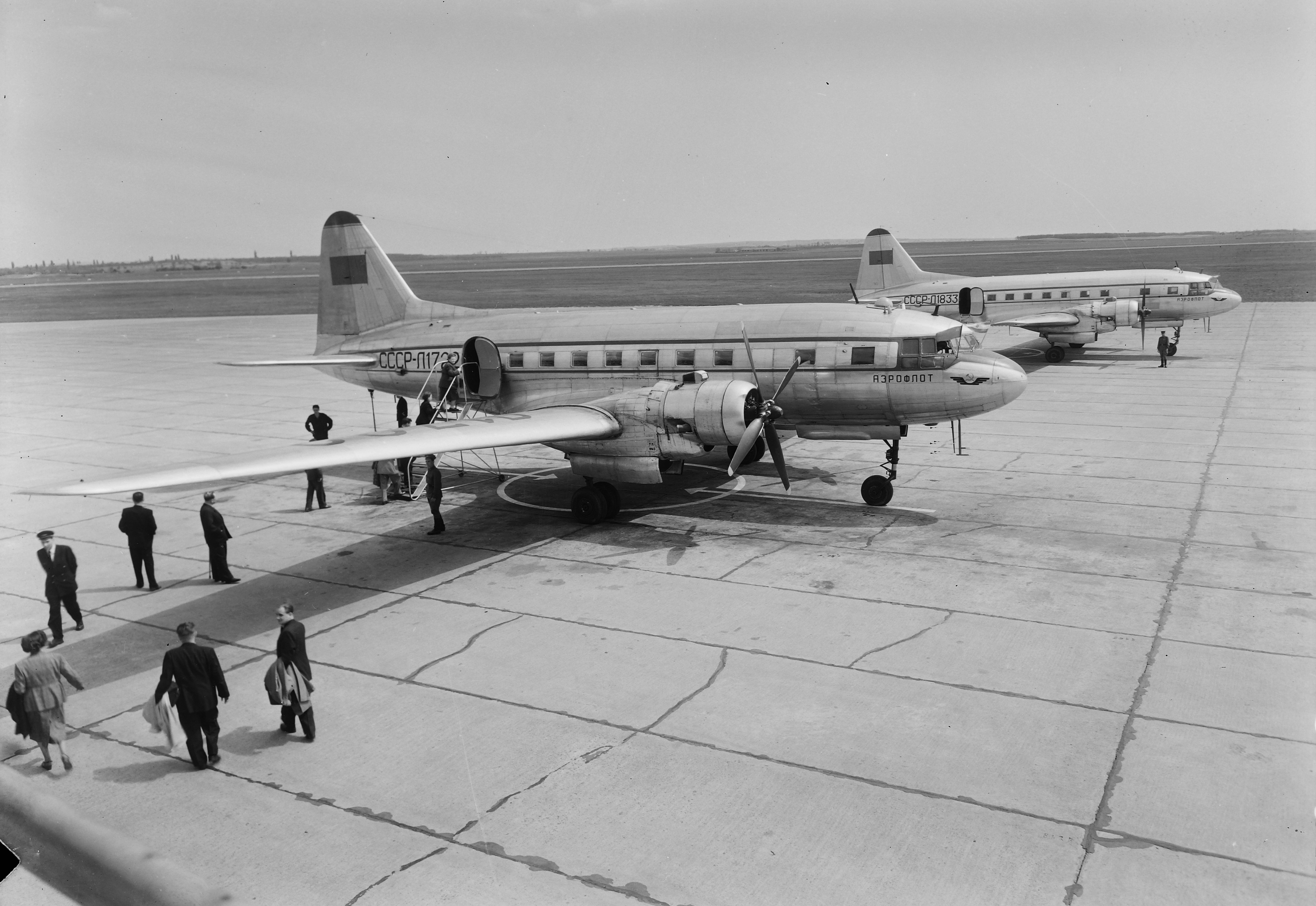